# 雅奎琳·勒林
雅奎琳·勒林（德語：Jacqueline Lölling，1995年2月6日—），德国女子钢架雪车运动员。她曾代表德国参加2018年和2022年冬季奥林匹克运动会钢架雪车比赛，其中2018年冬季奥运会获得一枚银牌。